# Cebrio mussardi
Cebrio mussardi là một loài bọ cánh cứng trong họ Cebrionidae. Loài này được Kocher miêu tả khoa học năm 1969.